# Система автономного теплопостачання
Систе́ма автоно́много теплопостача́ння, прост. Автономне опалення — сукупність джерел теплової енергії потужністю до 1 Гкал/год, місцевих (розподільчих) теплових мереж.

## Загальний опис
В автономній системі опалення теплогенератор, теплопроводи і опалювальні прилади конструктивно об'єднані в один пристрій і відповідно відбувається отримання тепла, його перенесення в системі і теплопередача в будинок.
Системи автономного теплопостачання зазвичай використовуються для опалення багатоквартирного будинку (групи будинків). Системи автономного теплопостачання інколи плутають з малопотужними системами індивідуального теплопостачання, які використовуються для опалення окремої квартири або садиби.
Система автономного теплопостачання — один з можливих і ефективних варіантів вирішення задач децентралізованого (або автономного) теплопостачання об'єктів цивільного і промислового призначення. Сьогодні автономні джерела теплопостачання широко застосовуються і поступово, але впевнено завойовують ринок України.
Використання даних установок особливо вигідно в районах елітного житлового будівництва, точкового будівництва і реконструкції. Такі райони звичайно розташовуються в центрах найбільших міст. Теплові мережі, що тут існують не дозволяють забезпечити теплом будинки, що зводяться,

## Класифікація систем автономного теплопостачання

### За видом палива
- Газ
- Електрика
- Дизельне паливо: (солярка, мазут). Використання дизельного палива призводить до високої вартості енергії. Саме тому дизельні системи автономного теплопостачання зазвичай запускаються в аварійних ситуаціях, наприклад, при перебоях з подачею основного палива. А як джерело постійного енергопостачання застосовуються лише в разі, коли до об'єкта неможливо підвести газопровід або ЛЕП.
- Вугілля

### За місцем встановлення
- дахові, які розташовується на покрівлі будинку безпосередньо або на спеціально підготовленій основі над нею;
- підвальні;
- прибудовані;
- окремо розташовані.

### За способом циркуляції
- високотемпературні;
- низькотемпературні.

### За типом теплоносія
- системи водяного опалення;
- системи парового опалення;
- системи повітряного опалення;
- системи променевого опалення;

Теплоносієм — називається рідке (вода чи інша рідина) або газоподібне (пара, повітря або газ) середовище, що переміщується системою опалення.

## Можливі види опалення будівель
- конвективне;
- променисте.